# Zandra Maulén
Zandra Sofía Maulén Jofre (El Monte, 8 de enero de 1976) es una veterinaria y política chilena. Desde 2022 es la alcaldesa de la comuna de El Monte.

## Biografía
Nacida en la comuna de El Monte, Maulén estudió Medicina Veterinaria en la Universidad Austral de Chile en Valdivia, graduándose el año 2003.
Entre 2008 y 2015 cursó estudios en la Universidad de Castilla-La Mancha en España: estudió un diplomado en Estudios Avanzados y Suficiencia Investigadora en 2008, una Maestría en Investigación Básica y Aplicada en Recursos Cinegéticos en 2010 y finalmente el Doctorado de Biología y Tecnología de los Recursos Cinegéticos y Reproducción animal entre 2011 y 2015.
En su estadía en España fue Directora del Refugio de Fauna de Urdaibai Basondo de la Fundación Xabier Maiztegi de Vizcaya. De regreso en Chile, fue Directora del Centro de Conservación de la Biodiversidad Chiloé Silvestre de Ancud.
Ha sido académica en la Universidad del Pacífico en Talagante y la Universidad San Sebastián en Puerto Montt.
En 2021 se presentó a candidata a concejal por la comuna de El Monte, resultando electa con la segunda mayoría.El 13 de julio de 2022, tras la muerte del alcalde Francisco Gómez Ramírez, fue elegida como alcaldesa por el concejo municipal de la comuna, convirtiéndose en la segunda mujer en asumir el cargo.
En las elecciones municipales de 2024 fue elegida en el cargo con el 30,45% de los votos válidamente emitidos.